# История европейского исследования Тибета
Тибет привлекал европейских миссионеров на протяжении 500 лет. Расположение страны глубоко в Гималаях делало путешествие туда чрезвычайно трудным в любое время, в дополнение к тому, что Тибет традиционно являлся местом, закрытым для посещения чужестранцами с Запада. Внешняя и внутренняя политика Тибета, Китая, Бутана, Ассама и североиндийских царств сделали политически сложным проникновение европейцев. Сочетание недоступности и политической чувствительности сделали Тибет загадкой и вызовом для европейцев и в XX веке. Эти препятствия не остановили миссионеров, учёных, географов, солдат и мистиков от совершения таких попыток.

## История

### XII—XVI века
Одним из первых европейцев, писавших о Тибете, был испанский раввин Вениамин Тудельский. В 1160 году он отправился в Багдад и вернулся в Испанию в 1173 году. Основываясь на своём общении со «знающими людьми», Вениамин описывал Тибет как землю мускуса, лежащую в четырёх днях пути от Самарканда.
В 1253 году французским королём Людовиком IX был отправлен в качестве посла к монгольскому хану Мунке в Каракорум фламандский монах-францисканец Гильом де Рубрук. Он писал, что тибетцы «считались мерзкими среди всех народов» из-за традиции пить из черепов своих родителей. Он также был первым, кто подробно описал одеяния тибетского ламы.
Первое документированное европейское притязание на посещение Тибета исходило от Одорико Порденоне, который утверждал, что совершил путешествие через Тибет в 1325 году. Записи Одорико позднее, путём плагиата, были использованы и изложены Джоном Мандевилем.
К 1459 году общее положение Тибета было довольно известно благодаря выходу в свет Карты Фра Мауро.

### XVII век
Первыми документально прибывшими в Тибет европейцами были португальские миссионеры-иезуиты Антонью ди Андради и Мануэль Маркиш в июле и августе 1624 года. Их восьмимесячное путешествие началось в Агре, где они присоединились к процессии императора Джахангира, дойдя до Дели под защитой правителя. В Дели они скрылись среди индусов-паломников и присоединились к каравану, направляющемуся в Бадринатх. Караван следовал по Гангу в Шринагар (Сринагар) и Гархвал, где их и обнаружили. Раджа Гархвала задержал и допрашивал обоих в течение недели, после отпустив.
Ди Андради и Маркиш, отделившись от каравана, прибыли в Бадринатх, вероятно, в начале июня 1624 года. Затем пошли в Ману, последний город перед перевалом Мана (5 608 м) и границей Тибета. Они сделали одну неудачную попытку пройти через перевал, который был завален снегом; при этом миссионерам стало известно, что за ними следуют люди раджи Гархвала. Маркиш остался в Мане, чтобы отвлечь преследователей, и присоединился к ди Андради и группе тибетцев для второго, уже успешного покорения перевала Мана в начале июля — августе 1624 года.
За Гималаями иезуиты были тепло приняты царём Гуге и его женой, став первыми европейцами, достоверно посетившими Тибет. Пробыв там месяц, они вернулись в Агру к ноябрю 1624 года и организовали миссионерский поход в следующем году. При поддержке монархов Гуге они основали постоянную католическую миссию в столице государства Цапаранге.
По совету ди Андради из Индии в 1627 году была послана миссия в Южный Тибет. Португальские миссионеры Жуан Кабрал и Эстеван Каселла были приняты в Шигадзе царём У-Цанга и организовали там миссию в 1628 году. В своих докладах в Индию они первыми донесли до западного мира информацию о мистической стране Шамбале. В 1635 году миссионеры были эвакуированы из-за провала миссии, обусловленного конкуренцией между красной верой и жёлтой верой.
До следующего зафиксированного в документах прихода европейцев в Тибет прошло 25 лет. В 1661 году иезуиты Йоханн Грюбер и Альбер д’Орвиль путешествовали из Пекина в Агру, дорогой через Лхасу.

### XVIII век
В XVIII веке в Тибет прибывало много иезуитов и капуцинов из Европы. Наиболее важным среди этих миссионеров был Ипполито Дезидери, итальянский иезуит, покинувший Рим в 1712 году с позволения папы Климента XI, и прибывший в Лхасу 18 марта 1716 года. Путешествия Дезидери между 1716 и 1721 годами, когда он был отозван Римом, охватывают границы Тибета с Непалом, современным Кашмиром и Пакистаном.
Капуцины оставались единственными христианскими миссионерами в Тибете в течение следующих 25 лет. Постепенно они все больше входили в конфронтацию с тибетскими ламами, пока не были  окончательно изгнаны из страны в 1745 году. В 1774 году Джордж Богль прибыл в Шигадзе для исследования рынка для Британской Ост-Индской компании. Он не только породнился с Панчен-ламой в монастыре Ташилунпо, но и женился на тибетской женщине и внедрил в культуру картофель в Тибете.

### XIX—XX века
С конца XVIII века тибетские власти перестали пускать в Тибет европейцев. Со второй половины XIX века британцы стали посылать в Тибет на разведку пандитов (выходцев из Непала, Сиккима, Бутана, Северной Индии). Среди них были Найн Сингх, Кишен Сингх, Учжен-чжацо, Сарат Чандра Дас.
Во второй половине XIX века Северный Тибет исследовал Н. Пржевальский. В 1899—1902 годах прошёл через весь Тибет и достиг Лхассы Г. Цыбиков.
В 1885—1887 годах по западному и северному Тибету путешествовал Артур Дуглас Кэри.
В 1889 году по Тибету путешествовали Габриэль Бонвало, Анри Орлеанский и Констант де Декен.
В 1893—1894 по восточному Тибету путешествовали Жюль Дютрёй де Рен и Фернан Гренар.
В 1899—1902 и 1906—1908 годах по Тибету путешествовал С. Гедин.
В 1920-е — 1930-е годы по Тибету путешествовали А. Давид-Неель, Н. Рерих, Э. Шефер.